# 马西莫·丰代利
马西莫·丰代利（義大利語：Massimo Fondelli，1954年2月9日—），意大利前男子水球运动员。他曾代表意大利国家队参加1980年夏季奥林匹克运动会水球比赛，结果获得第八名。